# Propalachia borneana
Propalachia borneana är en stekelart som beskrevs av Boucek 1998. Propalachia borneana ingår i släktet Propalachia och familjen gallglanssteklar. Inga underarter finns listade i Catalogue of Life.